# Světový pohár v biatlonu 2016/2017 – Holmenkollen
9. podnik Světového poháru v biatlonu v sezóně 2016/17 probíhal od 17.  do 19. března 2017 v norském Holmenkollenu. Na programu podniku byly závody ve sprintech, stíhací závody a závody s hromadným startem.

## Program závodů
Oficiální program:
| Datum      | Disciplína                     | Začátek (SEČ) | Počet závodníků |
| ---------- | ------------------------------ | ------------- | --------------- |
| 17. března | Sprint (ženy)                  | 14:00         | 103             |
| 17. března | Sprint (muži)                  | 16:30         | 107             |
| 18. března | Stíhací závod (ženy)           | 12:45         | 59              |
| 18. března | Stíhací závod (muži)           | 15:00         | 57              |
| 19. března | Závod s hromadným startem ženy | 11:15         | 30              |
| 19. března | Závod s hromadným startem muži | 13:30         | 30              |

## Průběh závodů

### Sprinty
Před závodem žen měla Němka Laura Dahlmeierová velký náskok v hodnocení této disciplíny před Gabrielou Koukalovou. Televizní komentátoři už uvažovali o tom, že by mohla získat všechny křišťálové glóby za vítězství v jednotlivých disciplínách. Dahlmeierové se však závod nepovedl. Při první střelbě vleže špatně vyhodnotila směr a sílu větru a nezasáhla první tři terče. Teprve potom správně přestavila svoje mířidla a střílela, stejně jako později vstoje, již čistě. Protože v tomto závodě navíc neběžela tak rychle jako jindy, dojela do cíle na průběžném 22. místě. 
Mezitím se však dostala po první střelbě do čela Veronika Vítková, která dokázala v měnícím se větru střílet čistě. Stejně se podařilo střílet i Koukalové, která však rozjela závod pomaleji. Vstoje obě české reprezentantky udělaly jednu chybu, a tak se v průběžném pořadí dostaly až za Finku Mari Laukkanenovou a Justine Braisazovou z Francie, které střílely čistě. Do cíle přijela Vítková jako třetí, ale brzy ji z tohoto místa odsunula Koukalová, která zajela velmi rychle poslední kolo. Obě pak předstihla bezchybně střílející Anaïs Bescondová. Koukalová tak obsadila čtvrté místo a Vítková páté, což bylo pro ní nejlepší umístění v této sezoně. V tuto dobu měla Dahlmeierová ještě šanci na celkové vítězství ve sprintu v této sezoně, ale dostalo se před ní ještě dalších devět závodnic, které ji odsunuly na konečnou 31. pozici. To pro ní znamenalo absolutně nejhorší umístění v této sezoně (dosud dojela nejhůře sedmá) a sestup na druhé místo v celkovém pořadí ve sprintu. O pět bodů před ní byla Koukalová, která tak vybojovala svůj první malý křišťálový glóbus v této sezoně.
Z českých reprezentantek získala body již jen Lucie Charvátová, která s třemi chybami na střelnici obsadila 32. místo.
Českým mužům se sprint v Holmenkollenu povedl. Ondřej Moravec střílel vleže čistě, ale jel pomaleji. Pak zrychlil, vstoje byl bezchybný a na mezičase se dostal až na páté místo; do cíle dojel průběžně čtvrtý. Nakonec skončil sedmý se ztrátou 29 sekund. Michal Šlesingr udělal při první střelbě jednu chybu. Poté střílel už čistě a rychlým během v posledním kole se zlepšoval až na průběžně pátou pozici v cíli se ztrátou 58 sekund na pozdějšího vítěze Johannese Thingnese Bø. Tento čas stačil na konečné 13. místo. Do stíhacího závodu postoupili všichni čeští reprezentanti: Michal Krčmář byl 28., Jaroslav Soukup 52. a Adam Václavík dojel na 56. místě.
Stříbrnou medaili vybojoval Martin Fourcade, který udělal vstoje jednu chybu, ale v posledním kole běžel velmi rychle, předjel Dominika Landertingera a průběžně dojel na druhém místě. Závod byl dramatický až do konce, protože s vysokými startovními čísly jelo několik závodníků z první desítky průběžného pořadí světového poháru. Nejlépe se z nich dařilo čistě střílejícímu Rusu Antonu Šipulinovi. I když zejména v druhé polovině závodu běžel pomaleji, podařilo se mu dojet do cíle 0,2 sekundy před Landertingerem.

### Stíhací závody
Gabriela Soukalová rozjela tento závod podobně jako několik předchozích pomaleji, na prvním mezičase dokonce pustila na krátkou chvíli před sebe Veroniku Vítkovou. Pak zrychlila, střílela čistě, předjela Justine Braisazovou a až do poslední střelby se udržovala na druhém místě. „Cítila jsem se dneska na lyžích lépe. Což je fajn, když vidíte, že prvních sto metrů ujedete bez obtíží a věříte si, že vydržíte až do konce,“ komentovala tento závod. První jela stále čistě střílející Mari Laukkanenovou, na kterou Koukalová v běhu v každém kole vždy několik sekund ztrácela a tak na poslední střeleckou položku přijela se ztrátou přes 40 sekund za ní. Zde udělala Laukkanenová jedinou chybu v závodě. Její náskok se sice snížil na 12 sekund, ale Koukalová už neměla síly ji dostihnout a dojela do cíle druhá s náskokem před Braisazovou. Z dalších českých reprezentantek dojela desátá Veronika Vítková: udělala celkem tři chyby a střelnici a ani běžecky se jí nedařilo. Klesla ze sedmé startovní pozice na desáté místo. Lucie Charvátová udělala o dvě chyby více a obsadila 33. místo.
Laura Dahlmeierová stoupala díky čistým střelbám vleže a celkově nejrychlejšímu běžeckému času v průběžném pořadí nahoru, vstoje však udělala vždy jednu chybu. Dojela nakonec na devátém místě, což jí stačilo k udržení vedoucího postavení v této disciplíně před Koukalovou a k zisku dalšího malého křišťálového glóbu.
Ondřej Moravec zastřílel první položku v leže s jednou chybou a druhou čistě, i když špatně natáhl závěr zbraně a zdržel se přebíjením. Udržoval se na sedmém místě. Při třetí střelbě také neudělal žádnou chybu, a když všichni jeho nejbližší soupeři chybovali, posunul se na čtvrté místo. Při poslední střelbě však nezasáhl poslední terč a klesl na páté místo. Brzy jej dojeli další čtyři soupeři a i když se s nimi Moravec celé kolo držel, v cílové rovině na většinu nestačil a skončil osmý. Michal Šlesingr udělal o jednu střeleckou chybu více a vinou dvou pádů na trati měl i pomalý běžecký čas. Klesl proto až na 34. místo, což mu však zaručilo účast v nedělním závodě s hromadným startem. Naopak se dařilo Michalu Krčmářovi, který nezasáhl jen jeden terč z dvaceti a posunul se o 15 pozic na 13. místo v cíli.
V čele závodu se stále udržovali první tři biatlonisté z předcházejícího sprintu: Johannes Thingnes Bø, Martin Fourcade a Anton Šipulin.  Na poslední střelbu vstoje přijížděli spolu. Jediný Šipulin však zastřílel čistě. Fourcade jej stíhal, ale nedokázal se k němu dostatečně přiblížit a tak Šipulin získal svoje druhé vítězství v závodu světového poháru v této sezóně.

### Závody s hromadným startem
V tomto závodě měla Gabriela Soukalová možnost získat malý křišťálový glóbus za celkové vítězství v této disciplíně, pokud by nad Němkou Laurou Dahlmeierovou zvítězila o více než 11 bodů. Závod začal pro Koukalovou dobře: při první položce střílela stejně jako ostatní české reprezentantky čistě a odjížděla čtvrtá jen s nepatrnou ztrátou; Dahlmeierová s jednou chybou byla za ní o více než 20 sekund. Při druhé střelbě udělali obě jednu chybu a ve stoje při první střelbě střílely obě bezchybně . Koukalová postoupila na čtvrté místo s půlminutovou ztrátou na vedoucí Hildebrandovou. Vyjížděla do předposledního kola o čtvrt minuty za ní. V něm zajela nejrychlejší čas ze všech závodnic, postoupila na sedmé místo a Koukalové se přiblížila až na deset sekund. Poslední střelbu však z prvních deseti závodnic zvládla s Koukalovou čistě jen Tiril Eckhoffová. Koukalová odjížděla na druhém místě těsně za ní, chybující Dahlmeierová až osmá s více než 40sekundovou ztrátou. Koukalová v posledním kole už neměla síly zrychlit, Eckhoffová jí ujížděla a jasně zvítězila. Přesto si Koukalová s jistotou udržovala náskok před ostatními a dojela si pro stříbrnou medaili. Protože Dahlmeierovou předjela ještě Mari Laukkanenová, získala Koukalová svůj druhý malý křišťálový globus v této sezoně. 
Velmi dobře běžela, zejména v prostřední části závodu, Veronika Vítková; po třetí střelbě se dostala dokonce na druhé místo. Zbrzdily ji však dvě chyby při střelbách ve stoje a nakonec dojela čtvrtá. Závod se nevydařil Evě Puskarčíkové, která sice jako mnohokrát střílela nejrychleji ze všech a s dvěma chybami celkem nestřílela špatně (přestože byly tentokrát podmínky na střelnici velmi dobré, žádné ze závodnic se nepodařilo sestřelit všechny terče), velmi pomalým během klesla až na 25. místo.
Během závodu mužů vládly velmi dobré povětrnostní podmínky, a tak většina závodníků včetně Michala Šlesingra a Michala Krčmáře střílela poprvé vstoje čistě. Ondřej Moravec však udělal dvě chyby a když vstoje přidal ještě po jedné, dojel až na 24. místě. Při první střelbě se odehrála jedna zvláštní situace: Martin Fourcade po zalehnutí zjistil, že nemá naplněné zásobníky, a tak mu jeden hodil trenér francouzské reprezentace. Fourcade zastřílel čistě, ale celý závod i po něm se pak řešilo, zda se tímto neprovinil proti pravidlům. Protest podal nejdříve ruský tým a pak i německý. Jury nakonec žádnou chybu nenašla. „Pravidla nic takového nezakazují. Může se hodit i hůl, ale nesmíte ohrozit nikoho kolem,“ vysvětloval v rozhovoru pro Českou televizi po závodě trenér Michael Málek. Mezitím při druhé střelbě vstoje stříleli Krčmář i Šlesingr čistě a udržovali se ve vedoucí skupině. Vstoje se již více chybovalo: při první střelbě udělal chybu Krčmář, ale Šlesingr byl bezchybný a dostal se na druhé místo. Při poslední střelbě však Šlesingr nezasáhl poslední terč a klesl na konečné šesté místo. Krčmář zvládl poslední střelbu čistě a v polovině finálového kola se dostal dokonce na čtvrtou pozici. Pak jej však předjeli všichni závodníci ze skupiny, kterou takto vedl, a dojel na devátém místě.
S náskokem zvítězil Fourcade, který přes peripetie se zásobníky zastřílel všechny položky čistě. Druhý dojel Lotyš Andrejs Rastorgujevs, který sice udělal dvě chyby, ale od třetí střelby se stále zlepšoval a v posledním kole předjel Simona Edera, se kterým jel do té doby dlouho v kontaktu. Rastorgujevs tak poprvé ve světovém poháru vystoupil na stupně vítězů.

## Pořadí zemí
| Pořadí | Země     | 1. místo | 2. místo | 3. místo | Celkově |
| ------ | -------- | -------- | -------- | -------- | ------- |
| 1.     | Finsko   | 2        | 0        | 1        | 3       |
| 2.     | Norsko   | 2        | 0        | 1        | 3       |
| 3.     | Francie  | 1        | 3        | 2        | 6       |
| 4.     | Rusko    | 1        | 0        | 1        | 2       |
| 5.     | Česko    | 0        | 2        | 0        | 2       |
| 6.     | Lotyšsko | 0        | 1        | 0        | 1       |
| 7.     | Rakousko | 0        | 0        | 1        | 1       |
|        | Celkem   | 6        | 6        | 6        | 18      |

## Umístění na stupních vítězů

### Muži
| Disciplína                        | První místo          | Výkon             | Druhé místo          | Výkon             | Třetí místo          | Výkon             |
| Sprint (10 km)                    | Johannes Thingnes Bø | 24:53,3 (0+0)     | Martin Fourcade      | 25:06,9 (0+1)     | Anton Šipulin        | 25:14,6 (0+0)     |
| Stíhací závod (12,5 km)           | Anton Šipulin        | 32:11,9 (0+0+1+0) | Martin Fourcade      | 32:17,6 (1+0+0+1) | Johannes Thingnes Bø | 32:33,5 (1+0+0+1) |
| Závod s hromadným startem (15 km) | Martin Fourcade      | 37:32,2 (0+0+0+0) | Andrejs Rastorgujevs | 37:49,6 (0+1+1+0) | Simon Eder           | 38:04,6 (0+0+1+0) |

### Ženy
| Disciplína                          | První místo       | Výkon             | Druhé místo        | Výkon             | Třetí místo         | Výkon             |
| Sprint (7,5 km)                     | Mari Laukkanenová | 20:33,5 (0+0)     | Justine Braisazová | 20:41,4 (0+0)     | Anaïs Bescondová    | 20:56,6 (0+0)     |
| Stíhací závod (10 km)               | Mari Laukkanenová | 29:33,3 (0+0+0+1) | Gabriela Soukalová | 29:59,8 (0+0+0+0) | Justine Braisazová  | 30:34,7 (1+1+0+2) |
| Závod s hromadným startem (12,5 km) | Tiril Eckhoffová  | 34:23,1 (0+0+1+0) | Gabriela Soukalová | 34:45,7 (0+1+0+0) | Kaisa Mäkäräinenová | 34:58,1 (0+0+1+1) |